# Freek Simon

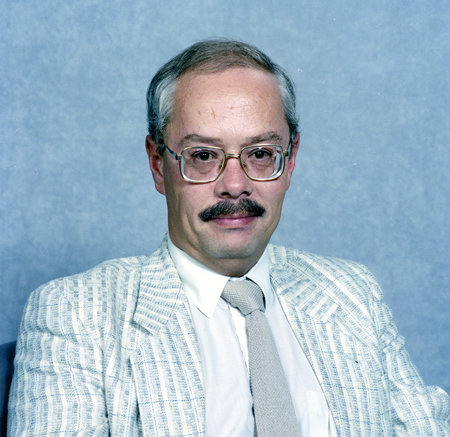
Freek Simon in 1987

Freek Simon (Meester Cornelis, 26 november 1942 - Hilversum, 22 februari 2002) was een Nederlands radio - en televisiepresentator. Hij werkte voor Veronica, het ANP en daarna voor de TROS. 

## Jeugd en jonge jaren
Freek Simon werd geboren in Nederlands-Indië tijdens de Tweede Wereldoorlog. Zijn vader heeft hij nooit gekend: deze werd voor zijn geboorte opgepakt door de Japanse bezetters en moest meewerken aan de beruchte Birmaspoorweg waarbij hij het leven liet. Vlak na de oorlog overleed ook zijn moeder. Hij werd daarom in 1949 naar Nederland verhuisd en opgevoed door zijn grootmoeder. Hij ging naar het Christelijk Lyceum (gymnasium) te Haarlem en daarna naar de Rietveld Academie voor een studie fotografie. Na zijn studie werkte Simon als freelance-fotograaf maar kon hiermee amper de kost verdienen. "Voor de grap" solliciteerde hij op een vacature van zeezender Radio Veronica en werd tot zijn verrassing, na een stemtest afgenomen door Tineke de Nooij, aangenomen. Het was vervolgens de populaire diskjockey van Veronica Joost den Draaijer die de jonge Simon in juli 1968 overhaalde om bij hem aan boord van de Norderney nieuwslezer te worden. Vijf jaar hield hij het er vol tussen de bemanning, die veelal afkomstig was uit Scheveningen en Beverwijk. Simon was het vooral, die de humor erin hield. In 1973 besloot hij het zendschip voor gezien te houden om aan de wal verder te gaan werken. Mede zijn gevoeligheid voor zeeziekte deed hem dit besluiten.

## Nieuwslezer
Allereerst ging hij voor het ANP werken, alwaar zijn stem spoedig terugkwam op de radio via de nieuwsbulletins op Hilversum 1, 2, en 3. In 1976 trad Freek Simon in dienst bij de TROS, alwaar hij ging werken op de bureauredactie van TROS Aktua. Ondanks zijn werk bij de omroep was Simon, die een goede radiostem had, incidenteel nog als invaller te beluisteren bij het ANP. Eind jaren zeventig werd hij een van de drijvende krachten achter het later zeer succesvolle programma ‘Kieskeurig’ dat zowel een radio- als televisieversie kende. Ook ging hij de TROS Nieuws Show presenteren en werd hij eindredacteur van de TROS Klanten Service.

## Duizendpoot
Simon was ook actief bezig met ‘Hallo met de TROS’, ‘Tros Wegwezen’, ‘Op Uw Gezondheid’ en ‘TROS Perspectief’. In de periode 1996 t/m 1999 was Simon de presentator van het programma ‘TROS Spreekuur’ op Nederland 2. Ook was hij werkzaam bij de productie van diverse Teleac-series.

## TROS Perspektief
Naar eigen zeggen vond hij het meeste zijn draai in het wekelijkse radioprogramma Perspektief waar hij vanaf 1990 jarenlang mensen interviewde die zich op een of andere manier met new age-achtige zaken bezighielden zoals astrologie, yoga, meditatie, healing etc. Hij was zelf ook filosofisch aangelegd en probeerde al van jongs af aan de zin van het leven te duiden. Over zijn ervaringen met zijn gasten schreef hij in 1995 het boek Mensen in perspektief.

## Overlijden
Rond zijn 40e kreeg Simon darmkanker waarvan hij na een moeizame behandelingsperiode genas. In 2001 kwam deze weer terug waaraan hij in februari 2002 op 59-jarige leeftijd overleed (is uit het leven zelf gestapt). Hij had een dochter, Sophie Simon, bij zijn eerste vrouw.

## Werk
- Mensen in perspektief: Van de tweeheid naar de eenheid, druk 1995, 174 blz., uitgeverij Ankh-Hermes - Deventer, ISBN 90-202-8067-8